# هوتنروده
هوتن‌روده (به آلمانی: Hüttenrode) یک منطقهٔ مسکونی در آلمان است که در بلانکنبورگ واقع شده‌است. هوتنروده ۱٬۱۹۱ نفر جمعیت دارد.